# Grevillea willisii
Grevillea willisii là một loài thực vật có hoa trong họ Quắn hoa. Loài này được R.V.Sm. & McGill. miêu tả khoa học đầu tiên năm 1975.